# Independiente (album de Dragon Ash)
Pour les articles homonymes, voir Independiente.
Albums de Dragon Ash
Río de Emoción
(2005) Freedom
(2009)
Singles
1. Ivory
Sortie : 19 juillet 2006
2. Few Lights till Night
Sortie : 27 septembre 2006
3. Yume de Aetara
Sortie : 6 décembre 2006

Independiente (インデペンディエンテ) (stylisé INDEPENDIENTE) est le septième album studio du groupe de fusion japonais Dragon Ash, sorti le 21 février 2007 au Japon, soit dix ans précisément après la sortie de leur premier album The Day Dragged On.

## Liste des titres
| 1.    | Independiente (Intro)                                            | 2:04      |
| 2.    | Develop the Music                                                | 4:00      |
| 3.    | Stir                                                             | 4:16      |
| 4.    | Fly                                                              | 4:02      |
| 5.    | Ivory                                                            | 4:16      |
| 6.    | Libertad de Fiesta                                               | 4:06      |
| 7.    | El Alma (Feat. Shinji Takeda)                                    | 4:00      |
| 8.    | Rainy                                                            | 4:11      |
| 9.    | Step Show (Interlude)                                            | 2:06      |
| 10.   | Samba'n'Bass                                                     | 4:11      |
| 11.   | Luz Del Sol (Feat. Daizo from Ketsumeishi (大蔵 from ケツメイシ) | 4:17      |
| 12.   | Few Lights till Night                                            | 4:35      |
| 13.   | Beautiful                                                        | 4:12      |
| 14.   | Yume de Aetara (夢で逢えたら) (+ Piste cachée)                   | 6:02/3:04 |
| 57:09 |                                                                  |           |